# Mitrídates (general)
Mitrídates (assassinado em 334 a.C.) foi um persa de alto nível, e sobrinho de Dario III.

## Nome
Mitridates (Μιθριδάτης, Mithridátēs), Mitradates (Μιθραδάτης, Mithradátēs), Meredates (Μερεδατης, Meredatēs), Meerdates (Meherdates) são as variantes gregas do persa antigo Mitradata (*Miθra-dāta-), "dado por Mitra". O nome foi registrado em parta (𐭌𐭕𐭓𐭃𐭕), persa médio e armênio (Միհրդատ) como Mirdate (Mihrdāt), em aramaico como Mitredate ("Mitredat", mtrdt) e em persa novo como Merdade (مهرداد, Mehrdâd).